# Presidente de la Cámara de Representantes de Australia
El presidente de la Cámara de Representantes (en inglés: Speaker of the Australian House of Representatives) es el presidente la cámara baja del Parlamento de Australia, mientras que el presidente de la cámara alta es el presidente del Senado. El cargo fue creado en la sección 35 de la Constitución de Australia. Los redactores de la Constitución pretendían que la Cámara de Representantes se asemejara lo más posible a la Cámara de los Comunes del Reino Unido.

## Elección
El Presidente es elegido por la Cámara de Representantes en una votación confidencial, la elección que se lleva a cabo cada vez que el cargo del Presidente está vacante, como se establece en el Capítulo 3 de las Órdenes Permanentes y de Sesiones de la Cámara de Representantes. El Secretario de la Cámara de Representantes de Australia conduce la elección.

## Funciones

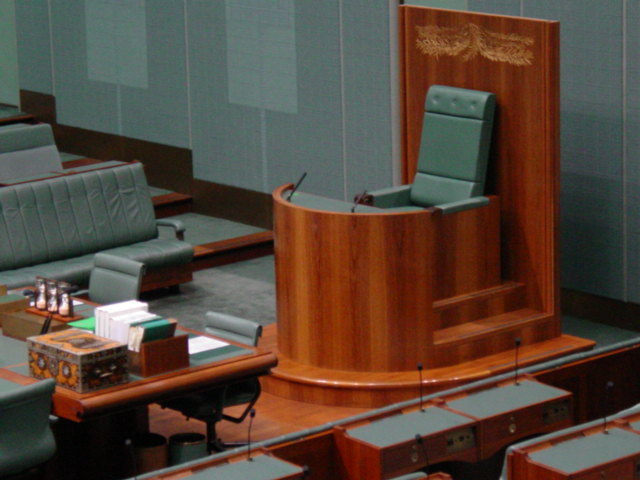
Silla del presidente en la Cámara de Representantes

La función principal es presidir la Cámara y mantener el orden en la mismo, respetar las reglas de procedimiento, pronunciarse sobre cuestiones de orden y proteger los derechos de los miembros. El presidente ejerce con frecuencia los poderes disciplinarios que les confiere el Reglamento.
Junto con el Presidente del Senado, administran la Parliament House, con la asistencia de un personal administrativo en los departamentos parlamentarios.

## Lista de presidentes de la Cámara de Representantes
| Presidente         | Partido | Partido         | Inicio                  | Final                    |
| ------------------ | ------- | --------------- | ----------------------- | ------------------------ |
| Frederick Holder   |         | Independiente   | 9 de mayo de 1901       | 23 de julio de 1909      |
| Salmón Carty       |         | Liberal         | 28 de julio de 1909     | 19 de febrero de 1910    |
| Charles McDonald   |         | Laborista       | 1 de julio de 1910      | 23 de abril de 1913      |
| Elliot Johnson     |         | Liberal         | 9 de julio de 1913      | 30 de julio de 1914      |
| Charles McDonald   |         | Laborista       | 8 de octubre de 1914    | 26 de marzo de 1917      |
| Elliot Johnson     |         | Nacionalista    | 14 de junio de 1917     | 6 de noviembre de 1922   |
| William Watt       |         | Nacionalista    | 28 de febrero de 1923   | 3 de octubre de 1925     |
| Novio de Littleton |         | Nacionalista    | 13 de enero de 1926     | 16 de septiembre de 1929 |
| Norman Makin       |         | Laborista       | 20 de noviembre de 1929 | 27 de noviembre de 1931  |
| George Mackay      |         | Australia Unida | 17 de febrero de 1932   | 7 de agosto de 1934      |
| George Bell        |         | Australia Unida | 23 de octubre de 1934   | 27 de agosto de 1940     |
| Walter Nairn       |         | Australia Unida | 20 de noviembre de 1940 | 21 de junio de 1943      |
| Sol Rosevear       |         | Laborista       | 22 de junio de 1943     | 31 de octubre de 1949    |
| Archie Cameron     |         | Liberal         | 22 de febrero de 1950   | 9 de agosto de 1956      |
| John McLeay        |         | Liberal         | 29 de agosto de 1956    | 31 de octubre de 1966    |
| William Aston      |         | Liberal         | 21 de febrero de 1967   | 2 de noviembre de 1972   |
| Jim Cope           |         | Laborista       | 27 de febrero de 1973   | 27 de febrero de 1975    |
| Gordon Scholes     |         | Laborista       | 27 de febrero de 1975   | 11 de noviembre de 1975  |
| Billy Snedden      |         | Liberal         | 17 de febrero de 1976   | 4 de febrero de 1983     |
| Harry Jenkins Sr.  |         | Laborista       | 21 de abril de 1983     | 20 de diciembre de 1985  |
| Joan Child         |         | Laborista       | 11 de febrero de 1986   | 28 de agosto de 1989     |
| Leo McLeay         |         | Laborista       | 29 de agosto de 1989    | 8 de febrero de 1993     |
| Stephen Martin     |         | Laborista       | 4 de mayo de 1993       | 29 de enero de 1996      |
| Bob Halverson      |         | Liberal         | 30 de abril de 1996     | 3 de marzo de 1998       |
| Ian Sinclair       |         | Nacional        | 4 de marzo de 1998      | 31 de agosto de 1998     |
| Neil Andrew        |         | Liberal         | 10 de noviembre de 1998 | 31 de agosto de 2004     |
| David Hawker       |         | Liberal         | 16 de noviembre de 2004 | 17 de octubre de 2007    |
| Harry Jenkins Jr.  |         | Laborista       | 12 de febrero de 2008   | 24 de noviembre de 2011  |
| Peter Zapatilla    |         | Independiente   | 24 de noviembre de 2011 | 9 de octubre de 2012     |
| Anna Burke         |         | Laborista       | 9 de octubre de 2012    | 12 de noviembre de 2013  |
| Obispo Bronwyn     |         | Liberal         | 12 de noviembre de 2013 | 2 de agosto de 2015      |
| Tony Smith         |         | Liberal         | 10 de agosto de 2015    | 23 de noviembre de 2021  |
| Andrew Wallace     |         | Liberal         | 23 de noviembre de 2021 | 26 de julio de 2022      |
| Milton Dick        |         | Laborista       | 26 de julio de 2022     | Titular                  |

Fuente: 